# مالالار
مالالار (بالإنجليزية: Mollalu, Germi)‏ هي قرية تقع في مقاطعة غرمي في إيران. يقدر عدد سكانها بـ 459 نسمة .